# 国际金融报
国际金融报是中華人民共和國一份財經和金融市場新聞報紙，由人民日報社主管，人民日報社華東分社主辦，創刊於1994年1月1日。創辦之初名為國際金融信息報，1999年8月26日更名為國際金融報。2014年1月，国际金融报由日报改为周报。

## 外部連結
- 官方网站